# 박동우
박동우(한국 한자: 朴東佑, 1970년 11월 3일 ~ )는 부산 아이파크의 디렉터이다.

## 축구인 경력
1995년 일화 천마에서 선수생활을 시작했으며 1996년 시즌 후 유공(1997년 SK로 변경), 1999년 시즌 뒤 전남 드래곤즈로 이적했고 2001년 은퇴했다.
2002년 전북 현대 모터스의 GK 코치를 시작으로 지도자 커리어를 시작했으며, 2006년에는 대한민국 U-20 대표팀의 GK코치를 맡기도 했다. 2009년 제주유나이티드의 스카우트로 일하기 시작했다.
2015년 8월 전경준 당시 제주 유나이티드 수석코치가 신태용 올림픽대표팀 감독의 호출을 받고 제주를 떠나고, 김지운 GK코치 마저 허리 부상을 당하자 조성환 감독은 김지운 코치를 스카우트로 보직을 변경하고 GK코치 경험이 있던 박동우 스카우트를 수석코치 겸 GK코치로 선임하였다.

## 출신 학교
- 대구동도초등학교 졸업
- 대륜중학교 졸업
- 대륜고등학교 졸업
- 국민대학교 학사